# Terra Boa
Terra Boa é um município brasileiro do estado do Paraná. Sua população foi estimada em 17.568 habitantes, conforme dados do IBGE de 2022.

## História
A colonização de Terra Boa, bem como inúmeros municípios do norte do estado, deu-se pela Companhia Melhoramentos Norte do Paraná, que no ano de 1951 planejou e organizou o patrimônio de Terra Boa. Criando dessa forma uma planta urbana previamente traçada, com espaço reservado para as repartições públicas, centros esportivos e de lazer. Fazendo com que dessa forma atraísse lavradores, a residirem no município.
No ano de 1952, foi celebrada no dia 2 de maio a primeira missa no município de Terra Boa, pelo Padre Aloísio Jacob, vigário de Peabiru, na casa de Antônio de Oliveira, pois a igreja do município ainda estava em construção.
Através da Lei Estadual nº 2.411 de 13 de julho de 1955, o patrimônio de Terra Boa é elevado a município, sendo instalado no dia 11 de dezembro, quando foi desmembrado do município de Engenheiro Beltrão.
No mesmo ano, foram realizadas as eleições que elegeram Carlos Marcondes, como o primeiro prefeito do município. Em 1957 é fundada a primeira escola do primeiro ao quarto ano (ensino fundamental) de Terra Boa, o Grupo Monteiro Lobato. Em 1961 foi fundado a Santa Casa de Misericórdia São Vicente de Paula. Em 1962 cria-se o distrito de Malu. Surge também a Igreja Católica, a Praça Santos Dummont, os geradores de luz que forneciam energia até as 22 horas, foram substituídos por energia elétrica. Foi inaugurado o cinema de Terra Boa e entre os anos de 1960 a 1970 houve uma grande expansão. Em 20 de setembro de 1990 Terra Boa foi elevada à situação de Comarca.
O nome da Cidade de Terra Boa foi dado por aquela Companhia Melhoramentos Norte do Paraná e traduz o sentido da pujança do solo formado pela terra roxa, própria para a cultura do café e de todos os cereais dos climas tropical e subtropical.

## Localização
O município possui uma área de 317.550 km² e uma altitude de 635 metros. Sua posição geográfica é: 23º 45’ latitude sul e 52º 26’ longitude W-GR, fazendo limites com os municípios de Araruna, Doutor Camargo, Engenheiro Beltrão, Ivatuba, Jussara, Ourizona e Peabiru.

### Rios
O município é banhado pelos rios São Mateus, Taquarimbé, Rio Ivaí (sendo este o principal).

## Economia
A base da economia local era a agricultura (que era baseada na produção do café), e as constantes geadas trouxeram inúmeros problemas econômicos aos lavradores. No ano de 1975, ocorreu uma forte geada, fazendo-se com que se iniciasse o êxodo rural.
O poder público no intuito de manter a população em Terra Boa, iniciou os incentivos à indústria e o comércio local. Após o incentivo, no início da década de 1980, o município possuía 18 fábricas de calçados, industrial de estofados e confecções.

## Cultura
Como forma de reconhecimento e valorização à cultura do município, em data de 4 de dezembro de 1993, foi realizado o lançamento da "1ª Coletânea de Poesias", obra esta que reunia trabalhos dos alunos de 1º e 2º Graus do município, colhidos através dos concursos de poesias realizadas nos três anos anteriores (1989, 1990 e 1992).

## Religião
Com uma população com maioria católica, em 1976 foi inaugurado a Escola Apostólica São Judas Tadeu – Seminário, comandado pela Congregação dos Padres do Sagrado Coração de Jesus, sendo, pois, uma referência à formação cristã católica em nível nacional. Assim, São Judas Tadeu é o Padroeiro do município e a Paróquia comemora a festa religiosa em data de 28 de outubro, sendo, portanto, feriado municipal.

## Esporte
Terra Boa possui um campo de futebol [Estádio Municipal Ailton José dos Reis], campo esse que recebe campeonatos amadores da região noroeste do estado do Paraná, mas que também é um local publico para a pratica de esportes com fins de lazer.
Possui uma área em media de 124m², com apenas uma arquibancada feita de concreto com 4 degraus, possui um gramado do tipo comum, atualmente, recebeu 4 grandes holofotes, que permitiram ter jogos durante a noite.
Terra Boa também possui um time de futsal que disputou a série Bronze do campeonato paranaense de futsal, e que disputara a serie Prata, batendo o Paraná no jogo de volta por 8 a 6, disputado no Ginásio de Esportes Arnaldo Gonçalves Zampieri, que também recebe esportes como o Vôlei.

## Lazer
Existem 4 praças na cidade de Terra Boa, sendo as principais:
Praça da Igreja São Judas Tadeu
Praça Santos Dumont
Terra Boa também possui um grande Bosque de preservação Ambiental da Cidade, recém reformado para a recepção dos habitantes da cidade, que há muito tempo estava desativada. Atualmente tem: Pista de Skate, um campinho com gramado sintético, Área para churrasco, palco, lago e área de exercícios.
Além dos pequenos campos de futebol do projeto meu campinho, iniciado no ano de 2014 pelo Governo do Paraná (atual governador Carlos Massa Ratinho Junior).

## Educação
Terra Boa possui no total 10 Escolas, sendo elas, quatro do ensino fundamental 1, uma do ensino fundamental 2, um pré-escola, duas creches, e uma Escola do Fundamental ao Superior. Dentre essas escolas, são:
Creche Municipal Criança Feliz
Pré-Escola Tia Maria
Escola Municipal Princesa Isabel, Adriano Franco, Monteiro Lobato e Terezinha Apparecida Bagatin
Escola Estadual Professor Leo Kholer
Colégio Estadual Helena Kolody
Colégio Conexão Terra

De acordo com o IBGE (Instituto Brasileiro de Geografia e Estatística), Terra boa tem uma taxa de escolaridade (6 a 14 anos) de 98,8% (2010), Tendo destaque em estrutura interna, com escolas recém reformadas.